# 1828
Évszázadok: 18. század – 19. század – 20. század
Évtizedek: 1770-es évek – 1780-as évek – 1790-es évek – 1800-as évek – 1810-es évek – 1820-as évek – 1830-as évek – 1840-es évek – 1850-es évek – 1860-as évek – 1870-es évek
Évek: 1823 – 1824 – 1825 – 1826 –  1827 – 1828 – 1829 – 1830 – 1831 – 1832 – 1833

## Események
- február 22. – Békét köt Oroszország és Perzsia (türkméncsáji béke). Az oroszok megkapják a Jereváni és a Nahicseváni Kánságot.
- április 26. – Orosz–török háború kezdődik.[1]
- Széchenyi István megrendezi az első lófuttatást Pesten.
- Március 6. – Gesche Gottfried letartóztatása.
- június 1. – Brunszvik Teréz megnyitja az első óvodát az egész Habsburg Monarchiában Angyalkert név alatt, édesanyja budai házában
- június 30. – XII. Leó pápa a Locum Beati Petri kezdetű bullájával a szkardonai püspökséget a szebenikói püspökséghez csatolja.
- augusztus 2. – I. Radama madagaszkári király öngyilkossága után főfeleségét, Ramavo királynét kiáltják ki Madagaszkár királynőjévé I. Ranavalona néven (uralkodik haláláig, 1861-ig).
- október 11. – Az oroszok elfoglalják Várnát.[1]

## Az év témái

### 1828 a tudományban
- Gauss felállítja a mechanika alaptörvényét, a legkisebb kényszer elvét.

## Születések
- január 3. vagy június 30. – Nyáry Albert történész, levéltáros, heraldikus, az MTA tagja († 1886)
- január 17. – Reményi Ede zeneszerző, hegedűművész († 1898)
- február 4. – Kenessey Albert hajóstiszt, hajózási szakember, az MTA tagja († 1879)
- február 8. – Jules Verne francia író († 1905)
- március 20. – Henrik Ibsen norvég drámaíró († 1906)
- április 19. – Zsolnay Vilmos pécsi keramikusművész, nagyiparos († 1900)
- május 8. – Jean Henri Dunant svájci emberbarát, a Nemzetközi Vöröskereszt alapítója († 1910)
- június 19. – Than Mór festőművész († 1899)
- szeptember 8. – Joshua Lawrence Chamberlain főiskolai professzor, az amerikai polgárháborúban az északiak tisztje († 1914)
- szeptember 9. – Lev Nyikolajevics Tolsztoj orosz író († 1910)
- október 7. – Falk Miksa magyar író, politikus, országgyűlési képviselő, az MTA tagja († 1908)
- november 4. – Abt Antal magyar fizikus, fizikatanár († 1902)
- december 29. – Szendrey Júlia, költő, író, Petőfi Sándor felesége († 1868)

## Halálozások
- február 23. – Fazekas Mihály, költő (* 1766)
- március 20. – Barczafalvi Szabó Dávid, tanár, író, nyelvújító, műfordító, lapszerkesztő (* 1752 körül)
- március 28. – Kultsár István, író, szerkesztő, kiadó és színigazgató (* 1760)
- április 16. – Francisco José de Goya y Lucientes, spanyol festő (* 1746)
- május 18. – Beregszászi Nagy Pál, nyelvész, nyelvtörténész (* 1750 körül)
- július 27. – I. Radama madagaszkári király, (* 1788)
- november 5. – Württembergi Marija Fjodorovna, orosz cárné, I. Pál második felesége (* 1759)
- november 19. – Franz Schubert, osztrák zeneszerző (* 1797)
- december 22. – Karl Mack von Leiberich, osztrák tábornok (* 1752)